# Ефективна оцінка
Оцінка {\displaystyle {\widehat {\theta _{1}}}\in \mathrm {K} \!} параметра {\displaystyle \theta \!} називається ефективною оцінкою в класі {\displaystyle \mathrm {K} \!}, якщо для будь-якої іншої оцінки {\displaystyle {\widehat {\theta _{2}}}\in \mathrm {K} \!} виконується нерівність {\displaystyle M_{\theta }({\widehat {\theta _{1}}}-\theta )^{2}\leqslant M_{\theta }({\widehat {\theta _{2}}}-\theta )^{2}\!} для будь-якого {\displaystyle \theta \!}.
Особливу роль в математичній статистиці відіграють незміщені оцінки. Якщо незміщена оцінка {\displaystyle {\widehat {\theta _{1}}}\!} є ефективною оцінкою в класі незміщених, то таку статистику прийнято називати просто ефективною.

## Єдиність
Ефективна оцінка {\displaystyle {\widehat {\theta }}\!} в класі {\displaystyle \mathrm {K} _{b}=\{E({\widehat {\theta }})=c(\theta )\}\!}, де {\displaystyle c(\theta )\!} — деяка функція, існує і єдина з точністю до значень на множині {\displaystyle A\!}, ймовірність потрапити в яку дорівнює нулю ({\displaystyle P(x\in A)=0\!}).